# 非裔美国人左翼主义
非裔美国人左翼主义（英語：African-American leftism）是指在美国各个非裔美国人群体中发展起来的左翼政治思潮。这些思潮主要活跃于社会议题，通常主张由非裔美国人主导一场旨在在非裔社区、白人社区以及其他少数族裔群体之间建立某种形式的社会主义的运动。

## 组织
- 美国之血兄弟会（英语：African Blood Brotherhood）
- 黑人解放军（英语：Black Liberation Army）
- 黑豹党
- 黑人激进大会（英语：Black Radical Congress）
- 美国黑人社会主义者
- 黑人工会主义者联盟（英语：Coalition of Black Trade Unionists）
- 底特律革命联盟运动（英语：Detroit Revolutionary Union Movement）
- 革命黑色工人联盟（英语：League of Revolutionary Black Workers）
- 美国工人全国兄弟会（英语：National Brotherhood of Workers of America）
- 寄居者真理组织（英语：Sojourner Truth Organization）
- 美国W·E·B·杜波依斯俱乐部（英语：W.E.B. Du Bois Clubs of America）
- 争取和平黑人联盟（英语：Black Alliance for Peace）